# 埃格沃讷河畔吕昂
埃格沃讷河畔吕昂（法語：Ruan-sur-Egvonne，法語發音：[ʁɥɑ̃ syʁ ɛɡvɔn]）是法国卢瓦-谢尔省的一个市镇，位于该省北部，属于旺多姆区。

## 地理
埃格沃讷河畔吕昂（48°0'48"N, 1°8'44"E）面积11.35 平方千米，位于法国中央-卢瓦尔河谷大区卢瓦-谢尔省，该省份为法国中北部省份，北起厄尔-卢瓦省，东北接卢瓦雷省，东南接谢尔省，南至安德尔省，西南接安德尔-卢瓦尔省，西北接萨尔特省。
与埃格沃讷河畔吕昂接壤的市镇（或旧市镇、城区）包括：布夫里、方丹拉乌勒、维勒布、克卢瓦三河镇、瓦尔迪耶尔。

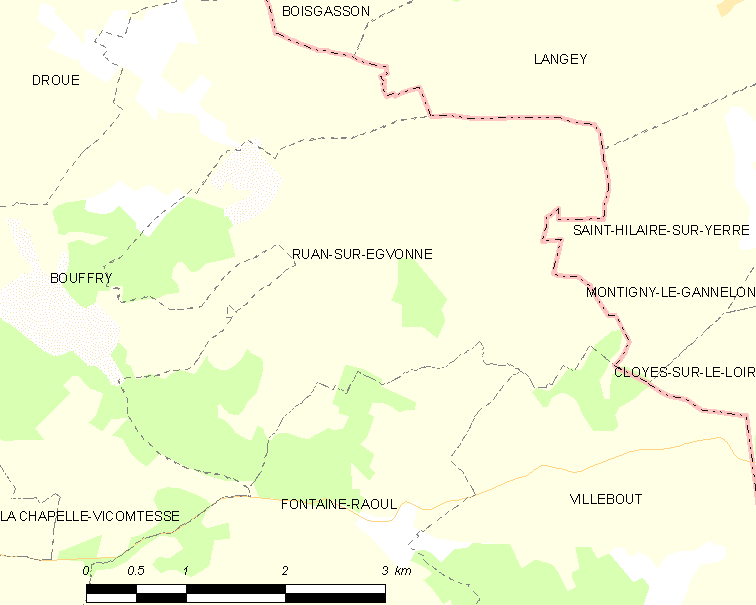
埃格沃讷河畔吕昂的OSM定位图

埃格沃讷河畔吕昂的时区为UTC+01:00、UTC+02:00（夏令时）。

## 行政
埃格沃讷河畔吕昂的邮政编码为41270，INSEE市镇编码为41196。

## 政治
埃格沃讷河畔吕昂所属的省级选区为佩尔什县。

## 人口

1962-2008年间埃格沃讷河畔吕昂人口变化图示

埃格沃讷河畔吕昂于2022年1月1日时的人口数量为80人。